# 仁禮景範

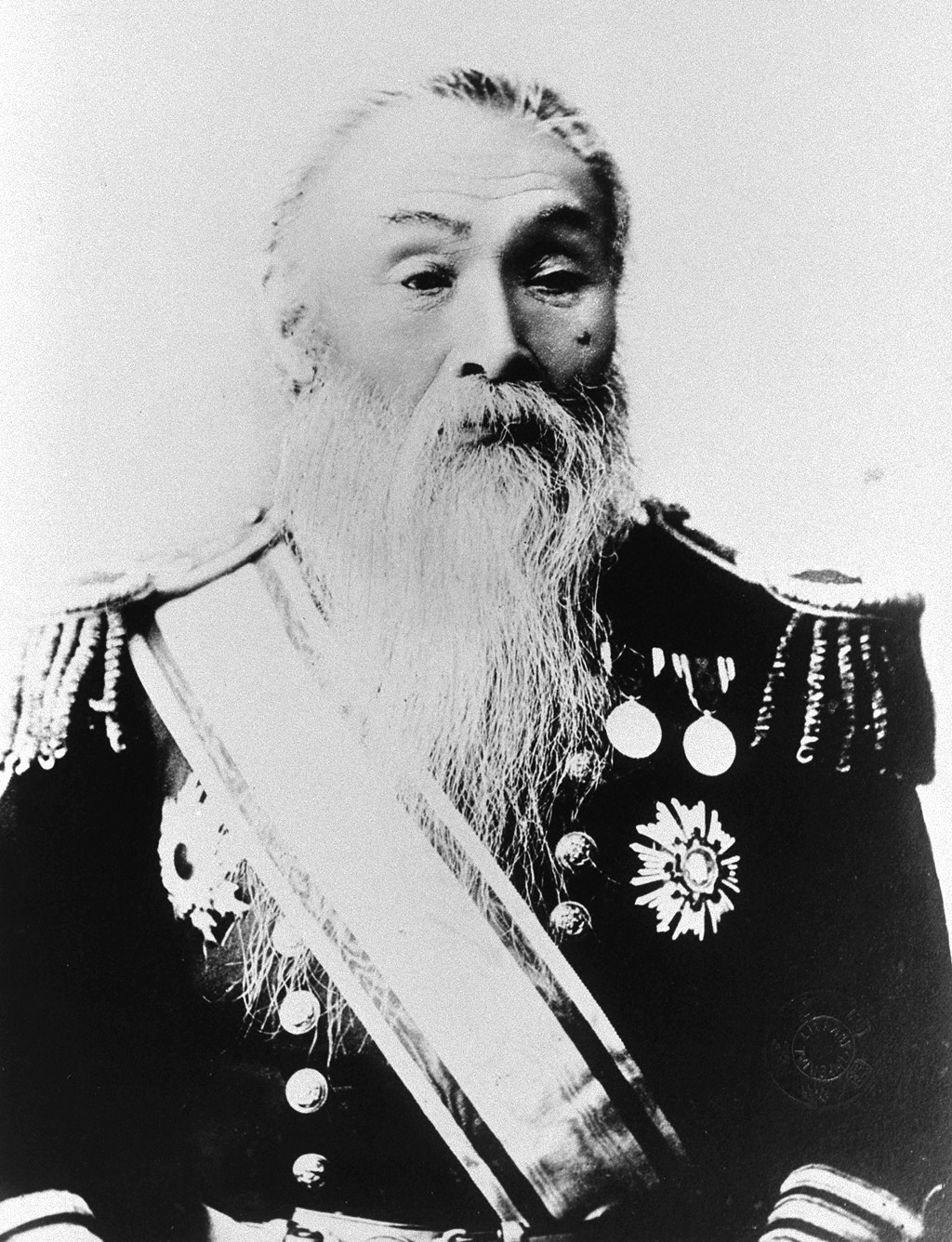
仁禮景範

仁禮景範（日语：仁禮 景範/にれ かげのり，1831年4月6日—1900年11月22日），萨摩藩武士，明治时期海军中将，正二位·勋一等·子爵，华族。曾任海军大臣、海军参谋本部长。

## 生平
1831年，出生于萨摩藩鹿儿岛郡鹿儿岛荒田町藩士家庭。
1867年，留学美国。
1872年，任横须贺海军提督府诘。
1874年，任海军少丞。
1877年，任长崎临时海军事务局长。
1878年，任东海水兵本营长。
1880年，任江田岛海军兵学校校长。
1882年，任东海镇守府司令长官。
1884年，任海军省军事部部长。
1886年，任参谋本部次长。
1888年，任海军参谋本部长。
1889年，任横须贺镇守府司令长官。
1891年，任海军大学校长。
1892年，任海军大臣。
1893年，任枢密顾问官。
1900年，病逝。